# Hunger (film, 2008)
Hunger är en brittisk-irländsk dramafilm från 2008 av den engelske regissören Steve McQueen med Michael Fassbender i huvudrollen som Bobby Sands. Filmen handlar om hungerstrejken i Nordirland 1981.
Filmen är bland annat känd för en väldigt lång enskild tagning på 17 och en halv minut (i en scen på 22 och en halv minut) i ett samtal mellan Bobby Sands (Michael Fassbender) och Fader Dominic Moran (Liam Cunningham) i Mazefängelset där Moran försöker få Sands att slå en hungerstrejk ur hågen.

## Rollista
| Michael Fassbender | – Bobby Sands         |
| Liam Cunningham    | – Fader Dominic Moran |
| Liam McMahon       | – Gerry Campbell      |
| Stuart Graham      | – Raymond Lohan       |
| Karen Hassan       | – Gerrys flickvän     |